# 222国道
222国道（或“国道222线”、“G222线”）是在中国的一条国道，起点为黑龙江省伊春市嘉荫县，终点为吉林省白山市临江市的国道，全程363千米。
原起终点分别位于伊春市和哈尔滨市，在国家公路网规划（2013年－2030年）中本公路得以两端延伸。

## 里程表
| 城市名                       | 距起点距离 |
| 黑龙江省伊春市嘉荫县（口岸） | 0          |
| 黑龙江省伊春市               | 363        |
| 黑龙江省伊春市铁力市         |            |
| 黑龙江省绥化市庆安县         |            |
| 黑龙江省哈尔滨市             |            |
| 黑龙江省哈尔滨市五常市       |            |
| 吉林省吉林市舒兰市           |            |
| 吉林省吉林市蛟河市           |            |
| 吉林省白山市靖宇县           |            |
| 吉林省白山市临江市           |            |